# نیکلاس اسکوده
 نیکلاس اسکوده (انگلیسی: Nicolas Escudé؛ زاده ۳ آوریل ۱۹۷۶) یک تنیس‌باز اهل فرانسه است.